# Ketilbjörn Ketilsson
Ketilbjörn gamli Ketilsson (apodado el Viejo, 871 - ¿) fue un vikingo  y explorador noruego, uno de los primeros colonizadores de Islandia en el siglo IX. Su asentamiento estaba localizado en Grímsnes y fue el primer goði del clan familiar de los Mosfellingar en Árnesþing. Era hijo de un vikingo llamado Ketill y Åsa Håkonsdatter, una hija del jarl de Lade, Håkon Grjotgardsson.
En su vejez, Ketilbjörn construyó un templo y sin decir nada a sus hijos, llevó sus riquezas en un carro arrastrado por bueyes y acompañado por dos esclavos y las enterró. Posteriormente mató a los esclavos para que no revelasen el secreto, pero él murió al poco tiempo y nadie supo nada más del tesoro. La misma historia aparece en la saga de Egil Skallagrímson, pero con Egil Skallagrímson como protagonista.
El clan islandés de los Haukdælir trazaron su linaje y proclamaban ser descendientes de Ketilbjörn. Los Haukdælir finalmente gobernarían la isla en el siglo XIII y el primer jarl del clan fue Gissur Þorvaldsson, que subyugó el territorio bajo la corona de Haakon IV de Noruega finalizando así el periodo de la Mancomunidad Islandesa.

## Herencia
De una primera relación tuvo un hijo Skæringur Ketilbjörnsson (n. 892); 
De su relación con Helga Þórðardóttir (n. 874), hija de Þórður Hrappsson, nacieron ocho hijos:
- Teitur Ketilbjörnsson (n. 895), padre de Gizur el Blanco.
- Þuríður Ketilbjörnsdóttir (n. 896), que sería esposa de Helgi Hallsson (n. 890) de Skálholt, Árnessýsla.[5]
- Ketill Ketilbjörnsson (n. 897);
- Þormóður Ketilbjörnsson (n. 899);
- Oddleif Ketilbjörnsdóttir (n. 901);
- Þorleifur Ketilbjörnsson (n. 903);
- Þorgerður Ketilbjörnsdóttir (n. 905), que casaría con Ásgeir Úlfsson de Úthlíð.
- Þorkatla Ketilbjörnsdóttir (n. 915), que casó con Eilífur Önundarson, uno de los hijos de Önundur Hróarsson.[6]